# Kayak Surf

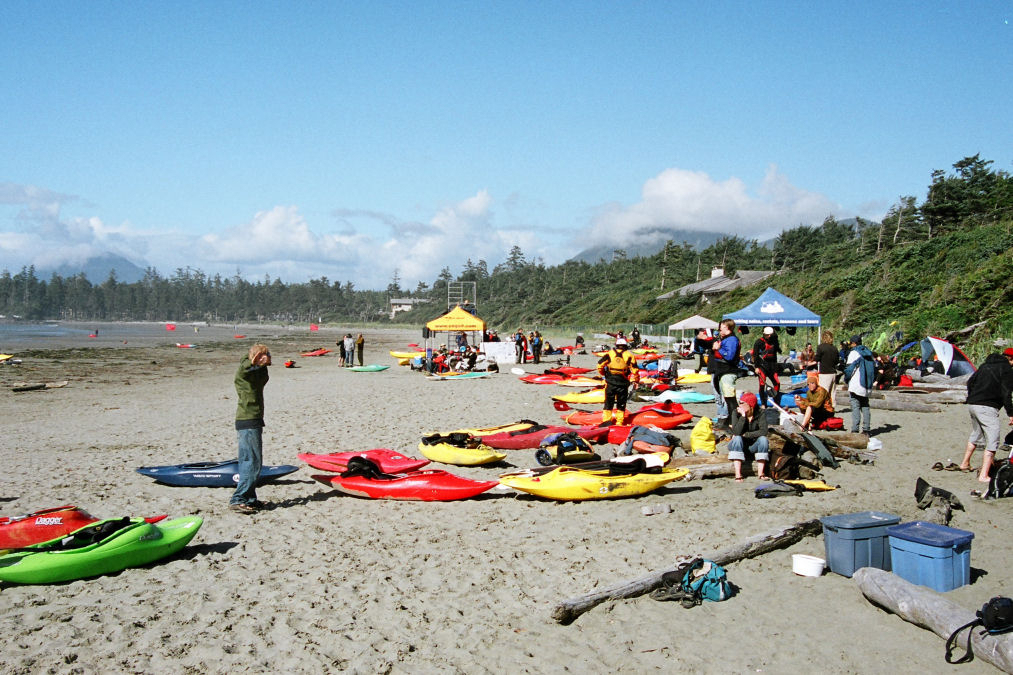
Festival de Kayak Surf.

El kayak surf es un deporte que surge de un interesante cruce entre los mundos del kayak y del surf. Consiste en utilizar la fuerza propulsora de las olas del mar para deslizarse sobre ellas con la ayuda de un kayak y una pala. El kayakista podrá realizar maniobras y piruetas con su kayak, como si de una tabla de surf se tratase, aplicando técnicas propias tanto del mundo del kayak como del mundo del surf.
El kayak surf cada vez tiene más aceptación en nuestras playas, viendo como los surfistas son acompañados por cada vez mayor número de kayakistas ansiosos por disfrutar sobre las olas del mar.

## Historia
El lugar de nacimiento del kayak surf no está muy claro. Diversas fuentes localizan su nacimiento en Australia y otras en Sudáfrica, siendo los años 30 del siglo pasado la década más nombrada para datar su origen. 
Fueron los socorristas de las playas los que comenzaron a utilizar las mismas embarcaciones con las que salvaban las vidas de bañistas y surfistas para disfrutar de las olas. Poco a poco se fue haciendo más popular esta práctica hasta convertirse en un auténtico deporte. 

## Equipos
A día de hoy la evolución de este deporte es enorme. Existe multitud de tipos kayak con distintos tamaños y formas para satisfacer las exigencias particulares de cada kayakista. 
Podemos clasificar los kayaks utilizados para el kayak surf en:

### -Kayaks Autovaciables
Son aquellos en los que el kayakista va sentado sobre la embarcación con las piernas descubiertas. Existen kayaks autovaciables con diseños pensados para el kayak surf, pero estos kayaks presentan inconvenientes que harán que, a medida que nos introduzcamos en este deporte, nos sintamos más decepcionados con nuestro kayak. 

### - Kayaks Cerrados
Son aquellos en los que el kayakista va dentro de la embarcación, por lo que el frío le va a afectar mucho menos. Los kayaks de surf están creados solo con el fin de deslizarce en las olas,a lo cual tienen el fondo plano y con killas igual o similar al de las tablas de surf. Son de tamaño más reducido que los kayak tradicionales.

### - Waveskis
Sin lugar a duda, el waveski, es el tipo de kayak que más se parece a una tabla de surf. A día de hoy, en nuestro país, están muy poco introducidos aunque son, sin duda, los kayaks que más rendimiento nos pueden ofrecer practicando el kayak surf. Sus diseños y tamaños varían como lo hacen las tablas de surf, pudiendo encontrar modelos pensados para iniciación y otros más o menos radicales en sus maniobras, giros y piruetas.
Hoy en día los kayak de kayak surf, son específicos para coger olas y hacer todo tipo de maniobras, su construcción son de fibra de vidrio y los más lineros d competición son de Carbono y carbono con kevlar, muy ligeros.
Dentro de la competición existen dos categorías IC o barco largó, son de tres metros o más y no pueden tener quillas y HP o barco corto hasta 2,70 metros que se pueden motar con quillas, para más información consultar en la WSKA,  http://www.wska.org/.